# I'm Coming
Albums de Jack the Ripper
The Book of Lies
(2001) Ladies First
(2005)
I'm Coming est le deuxième album studio du groupe d'art rock français Jack the Ripper, sorti en mars 2003 sur le label Village Vert.
La pochette du disque est une œuvre du peintre brésilien Juarez Machado (pt)

## Liste des titres
Toutes les chansons sont écrites et composées par Jack the Ripper.
| 1.    | La Femelle du requin         | 7:13 |
| 2.    | Escape                       | 5:09 |
| 3.    | The Astronant of Her Majesty | 4:06 |
| 4.    | A Portrait's Gallery         | 4:14 |
| 5.    | Martha                       | 3:22 |
| 6.    | Feral Buddleia               | 5:22 |
| 7.    | Hamlet Song                  | 5:23 |
| 8.    | Her Ghost                    | 4:23 |
| 9.    | Waltz, for My Girlfriend Joe | 3:12 |
| 10.   | Bad Lover                    | 3:03 |
| 11.   | Party in Downtown            | 4:52 |
| 12.   | So                           | 4:49 |
| 55:07 |                              |      |

### Chroniques
- vinciane, « jack the ripper - i'm coming - Chronique de disque », sur C! Le Cargo ! : Webzine musical, 16 mars 2003 (consulté le 5 avril 2020)
- wqw... - Chroniqueur, « I’m coming - Un album de Jack The Ripper sorti en chez Village Vert. », sur Indiepoprock, 13 avril 2003 (consulté le 5 avril 2020)
- Pirlouiiiit, « Jack The Ripper : "I'm coming" - Chronique album », sur ConcertAndCo, 18 mai 2003 (consulté le 5 avril 2020)